# Paducia
Paducia är ett släkte av insekter. Paducia ingår i familjen långrörsbladlöss.
Kladogram enligt Catalogue of Life:
| Paducia | \| \| Paducia antennata \| \| \| \| \| \| Paducia aterrima \| \| \| \| |
|         | \| \| Paducia antennata \| \| \| \| \| \| Paducia aterrima \| \| \| \| |
|         | Paducia antennata                                                      |
|         |                                                                        |
|         | Paducia aterrima                                                       |
|         |                                                                        |